# 姥山塔
姥山塔，又称文峰塔、望湖塔，位于安徽省巢湖中央的姥山岛之上，塔高7层51米，塔内藏有25幅匾额和802尊砖雕佛像。1998年5月成为第四批安徽省文物保护单位，2019年10月成为第八批全国文物保护单位。

## 历史
明末曾有民谚称“姥山不尖势不足，合肥状元难得出”、“姥山尖一尖，庐州出状元”，因此于崇祯四年（1631年），时任庐州府知府严尔珪提议修建文峰塔，随后由合肥知县熊文举亲自督工，然而刚建成三层即因战乱而停工。
247年后，光绪四年（1878年），时任文华殿大学士、北洋大臣、直隶总督李鸿章倡议续建文峰塔，随即派同乡江苏候补道吴毓芬督工，续建四层。
建成后，李鸿章邀请各地的淮军将领官员题字，故塔上共有匾额25幅，其中李鸿章题“文光射斗”，李瀚章题“举头近日”，刘铭传题“中流一柱”，而塔门上为明末庐州府知府严尔珪所题“云梯”，塔北刻有明末合肥知县熊文举所题“奎光映斗”，督工吴毓芬所作《姥山四季歌》亦刻于二层门顶上。
| 题字内容 | 作者   | 职务               | 位置     |
| -------- | ------ | ------------------ | -------- |
| 三元叶吉 | 朱由检 | 皇帝               | 七层     |
| 云梯     | 严尔珪 | 崇祯庐州知府       | 塔门     |
| 层云一驾 | 严尔珪 | 崇祯庐州知府       | 二层     |
| 奎光映斗 | 熊文举 | 崇祯合肥知县       | 塔北一楼 |
| 中天佛日 | 熊文举 | 崇祯合肥知县       | 二层     |
| 肇启三台 | 熊文举 | 崇祯合肥知县       | 三层     |
| 天斗青藜 | 吴大朴 | 崇祯庐州知府       | 二层     |
| 彩笔凌空 | 罗宪   |                    | 三层     |
|          | 黄云   | 光绪庐州知府       |          |
| 文光射斗 | 李鸿章 | 直隶总督兼北洋大臣 | 五层     |
| 擎天一柱 | 李鸿章 | 直隶总督兼北洋大臣 | 七层     |
| 举头近日 | 李瀚章 | 湖广总督           | 七层     |
|          | 李瀚章 | 湖广总督           |          |
| 势如涌出 | 张树声 | 两广总督           | 七层     |
| 中流一柱 | 刘铭传 | 台湾巡抚           | 六层     |
| 秀挺湖中 | 周盛波 | 盛军统领           | 六层     |
| 中立不倚 | 吴长庆 | 浙江提督           | 四层     |
| 奎光耀斗 | 唐定奎 | 浙江陆路提督       | 六层     |
| 最上法乘 | 丁寿昌 | 署布政使           | 六层     |
| 钟灵太乙 | 李鹤章 | 甘凉兵备道         | 七层     |
| 五云瑞荫 | 龚照瑗 | 江苏候补道         | 五层     |
| 天心水面 | 吴毓芬 | 江苏候补道         | 四层     |